# Pedana
Pedana es una ciudad y  municipio situada en el distrito de Krishna  en el estado de Andhra Pradesh (India). Su población es de 30721 habitantes (2011). Se encuentra a 84 km de Guntur y a 68 km de Vijayawada. 

## Demografía
Según el censo de 2011 la población de Pedana era de 30721 habitantes, de los cuales 15083 eran hombres y 15638 eran mujeres. Pedana tiene una tasa media de alfabetización del 70,58%, superior a la media estatal del 67,02%: la alfabetización masculina es del 75,91%, y la alfabetización femenina del 65,43%.